# Hésingue
Hésingue (Duits: Häsingen) is een gemeente in het Franse departement Haut-Rhin in de regio Grand Est. De plaats maakt deel uit van het arrondissement Mulhouse. Hésingue telde op 1 januari 2022 2.902 inwoners.

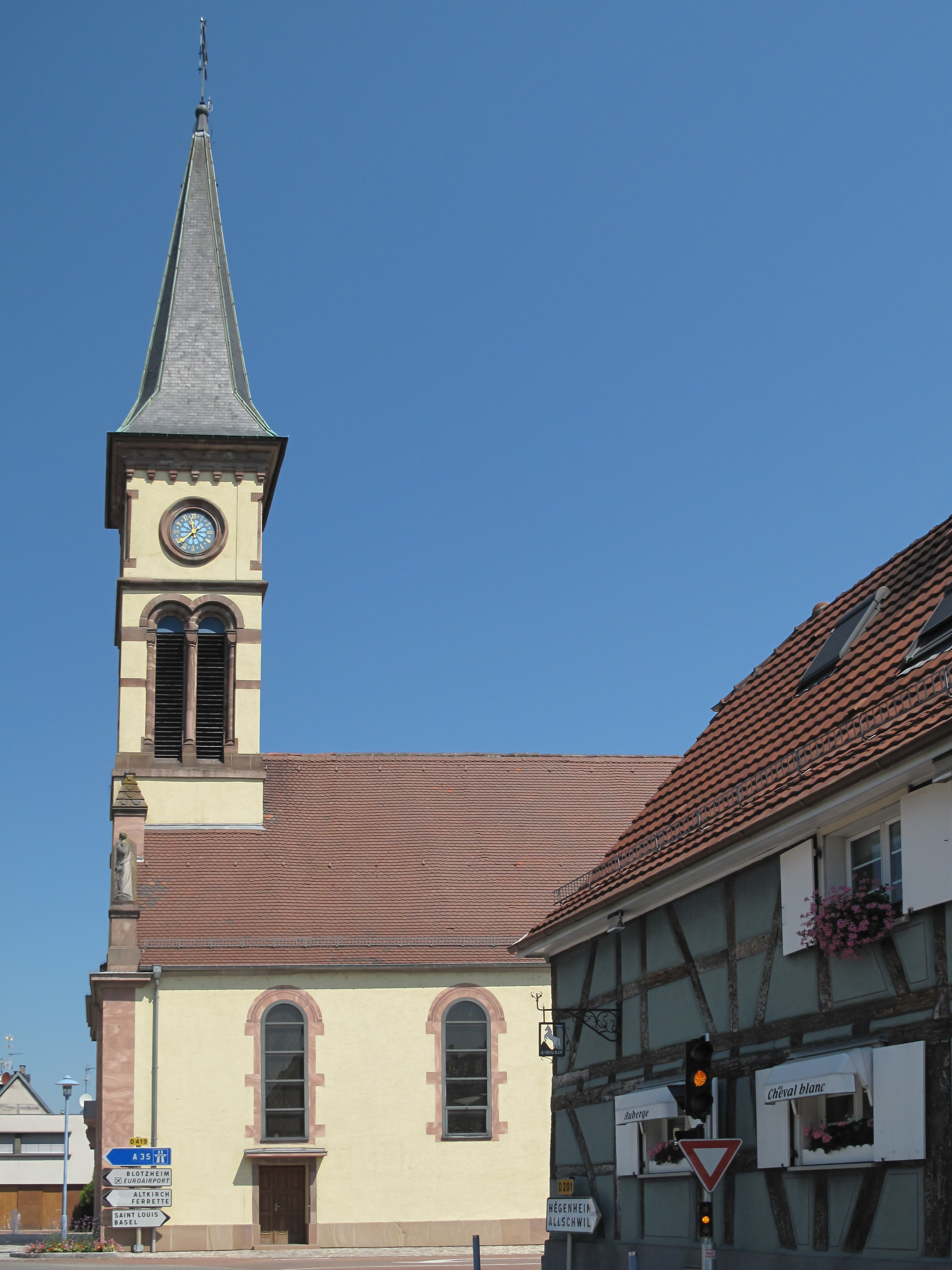
Hésingue, kerk (église Saint-Laurent)

## Geografie
De oppervlakte van Hésingue bedroeg op 1 januari 2022 9,14 vierkante kilometer; de bevolkingsdichtheid was toen 317,5 inwoners per km².

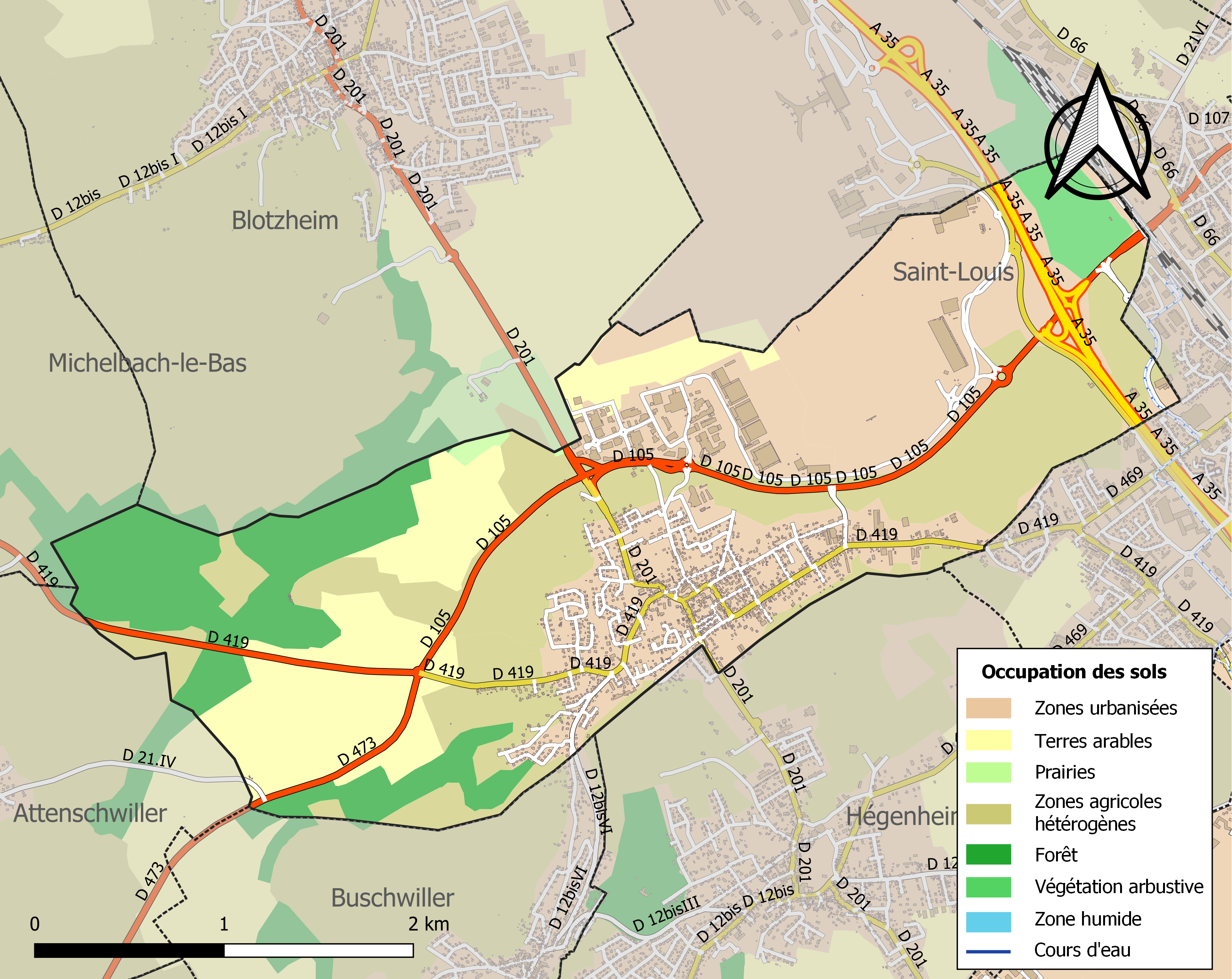
Kaart van de gemeente met de belangrijkste infrastructuur, bodemgebruik en omliggende gemeenten

## Demografie
Onderstaande figuur toont het verloop van het inwonertal (bron: INSEE-tellingen).